# Konstantinos Argyros

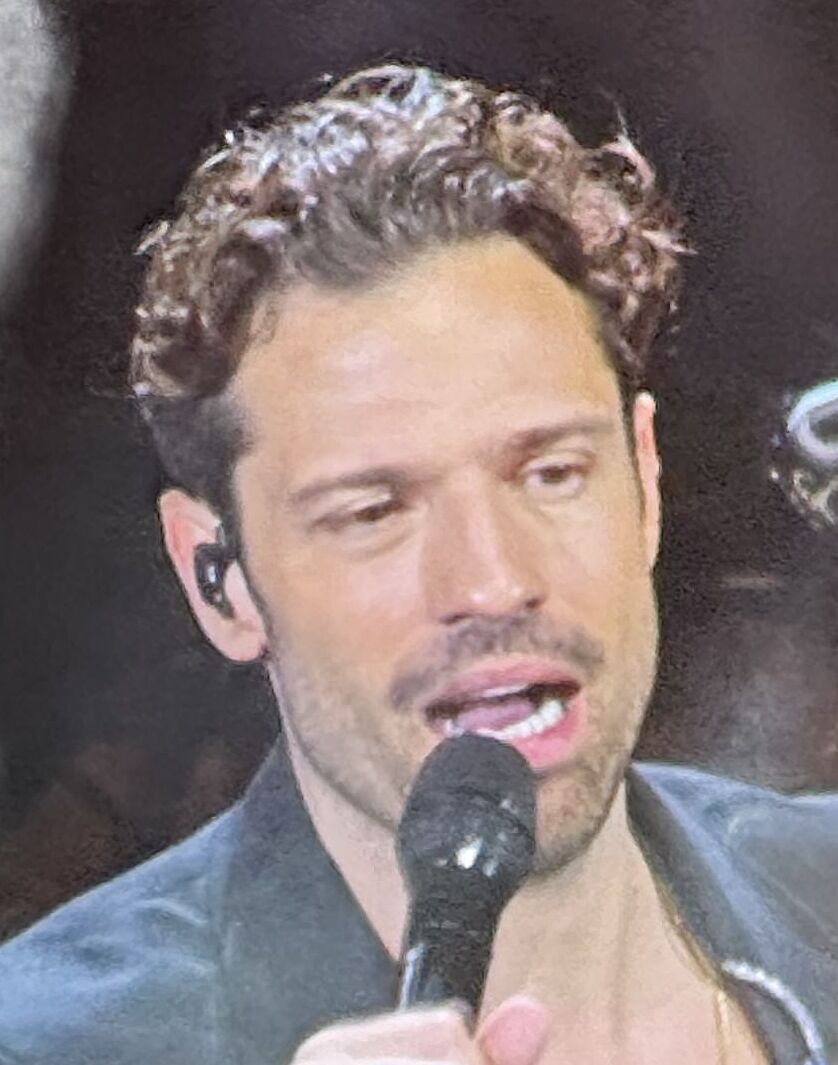
Konstantinos Argyros (2024)

Konstantinos Argyros (griechisch Κωνσταντίνος Αργυρός, * 21. Mai 1986 in Athen) ist ein griechischer Sänger.

## Karriere
Seine Musikkarriere begann im Jahr 2008 mit der Veröffentlichung der Extended Play Ola Tha Allaxoun. Drei Jahre später erschien das Debüt-Album Mallon Kati Xero.
Er hat seitdem mit bekannten griechischen Künstlern wie Sakis Rouvas, Eleni Foureira oder Natasa Theodoridou zusammengearbeitet.
Daneben machte er mit Hits wie Iliovasilema, Ximeromata, Athina Mou, Elpida oder Poso? auf sich aufmerksam.

## Diskografie

### Alben
- 2011: Mallon Kati Xero
- 2012: Paidi Gennaio
- 2014: Defteri Fora
- 2016: Osa Niotho
- 2018: To Kati Parapano
- 2022: 22

### Live-Alben
- 2020: Live Concert

### Kompilationen
- 2014: The Hits Collection
- 2016: The Hits Collection (+ 3 Νέα Τραγούδια)
- 2018: Filise Me - 16 Τραγούδια για τον έρωτα

### EPs
- 2008: Ola Tha Allaxoun

### Singles (Auswahl)
| - 2011: Eisai Oti Na 'nai (Paizeis Me Ta Matia) - 2011: Mallon Kati Xero - 2012: Pote Xana - 2012: Paidi Gennaio - 2014: Pare Me Agkalia - 2014: Esena Thelo - 2014: De Chorizoun Oi Kardies - 2015: To Syberasma - 2015: To Taksidi Ksekinaei - 2016: Ta Kataferes - 2016: Athina - Thessaloniki - 2016: Sti Diki Mou Agalia - 2016: Osa Niotho - 2016: Ti Na Peis Gia Mena - 2016: Ematha - 2017: Ximeromata - 2017: Psemata - 2017: Se Xero Kala - 2018: Lathos Mou (mit Natasa Theodoridou) - 2018: Den Eho Polla - 2018: Liwma - 2018: Ti Na To Kano - 2018: Apohoro - 2018: S' Eho Xeperasei - 2018: Poso? - 2018: Ta Matia Sou Eroteftika | - 2018: Mazi Sou - 2018: Se Chreiazomai - 2020: Hilies Siopes - Live (mit Eleni Foureira) - 2020: Milo Gia Sena - 2020: Athina Mou - 2020: Tha 'Mai Edo - 2021: Paraskevi Proi - 2021: Telika (mit Rack) - 2021: Molis Xthes - 2022: Tipota Esi - 2022: Mono Esy Kai Ego (mit Eleni Foureira) - 2022: Matonoun Oi Skepseis (mit Matthaios Tsahouridis) - 2022: Eleftheros - 2022: Okeanos - 2022: Paraskevi Proi - 2022: Iliovasilema - 2022: San Trelos - 2022: Poso Se Thelo - 2022: Afou Se Vrika De S' Afino - 2022: Einai Pou Akoma S' Agapo - 2023: SoK (mit Sakis Rouvas) - 2023: Elpida - 2023: Mia Thessaloniki - 2024: S' Agapao Giati - 2024: Eisai Trela (mit Rack, Oge & Menju) |

Quelle: